# Plectranthinae
Plectranthinae Endl., 1838 è una sottotribù di piante spermatofite dicotiledoni appartenenti alla famiglia delle Lamiaceae (ordine delle Lamiales).

## Etimologia
Il nome della sottotribù deriva dal suo genere tipo Plectranthus  L'Her.  la cui etimologia deriva dalla parola greca "plektron" (= sperone) ossia "fiore con sperone".
Il nome scientifico della sottotribù è stato definito dal botanico, numismatico e orientalista austriaco Stephan Ladislaus Endlicher (Pressburg, 24 giugno 1804 – Vienna, 28 marzo 1849) nella pubblicazione "Genera plantarum secundum ordines naturales disposita (Endlicher) -  609. Aug 1838" del 1838.

## Descrizione

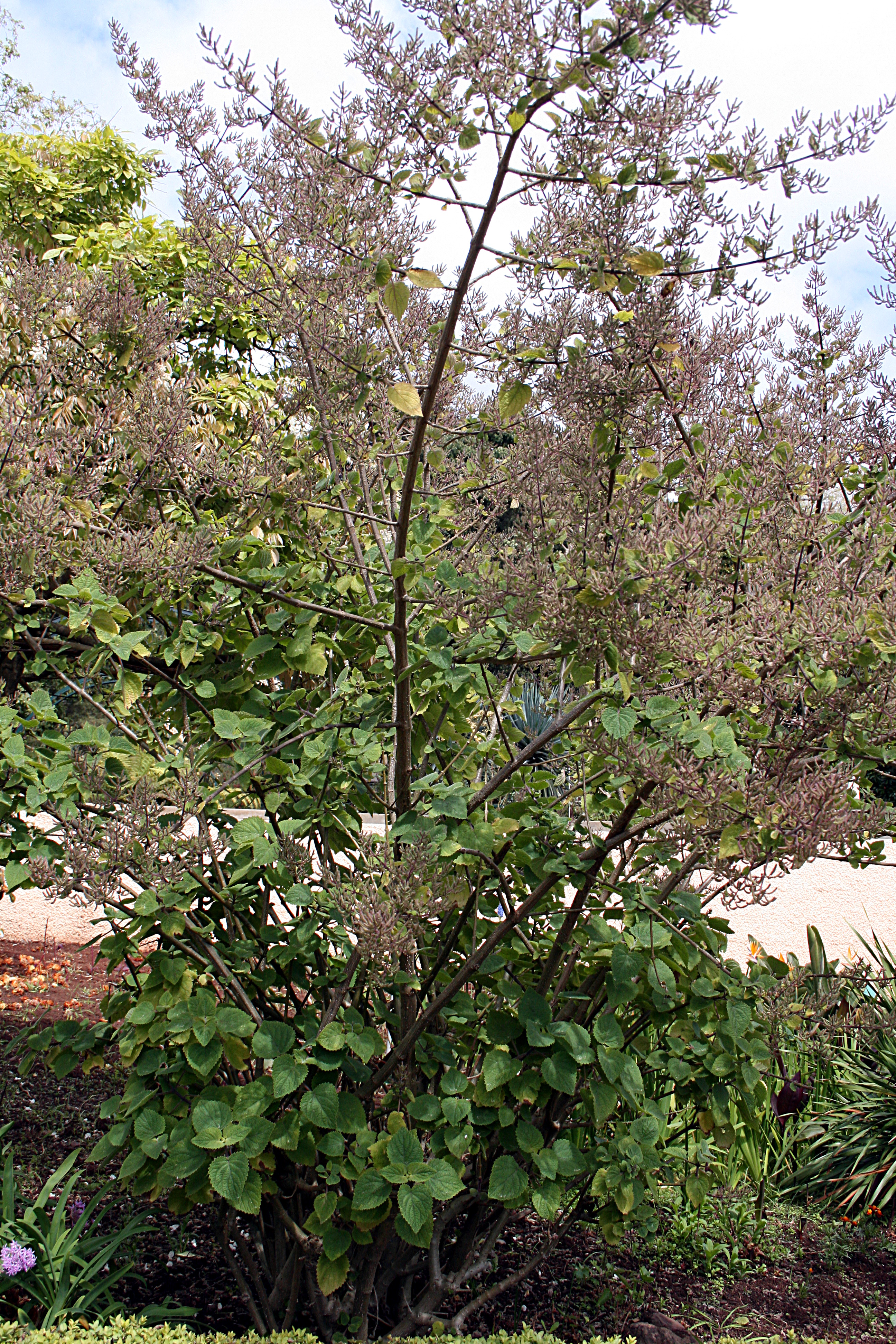
Il portamento
Tetradenia riparia

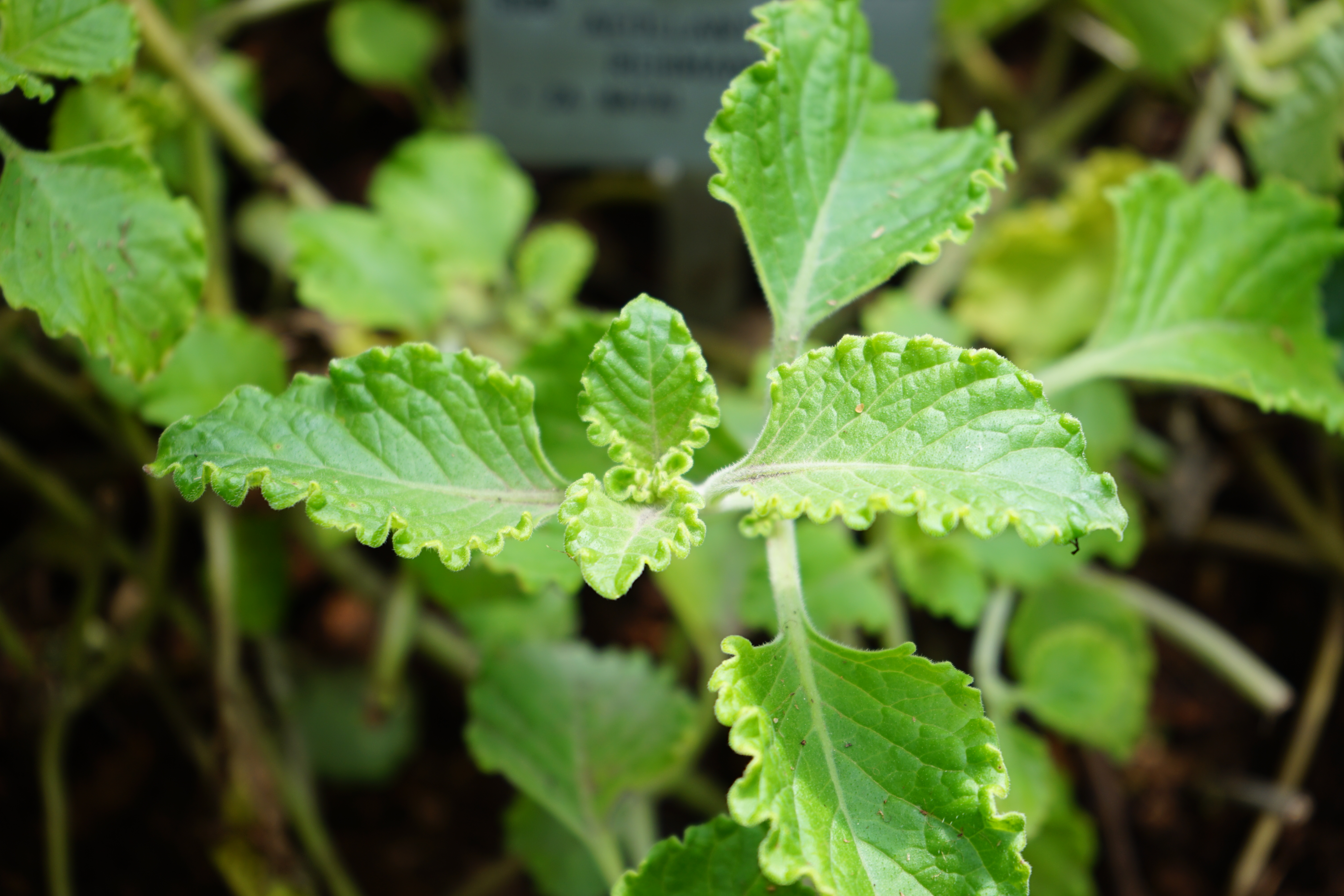
Le foglie
Aeollanthus rehmannii

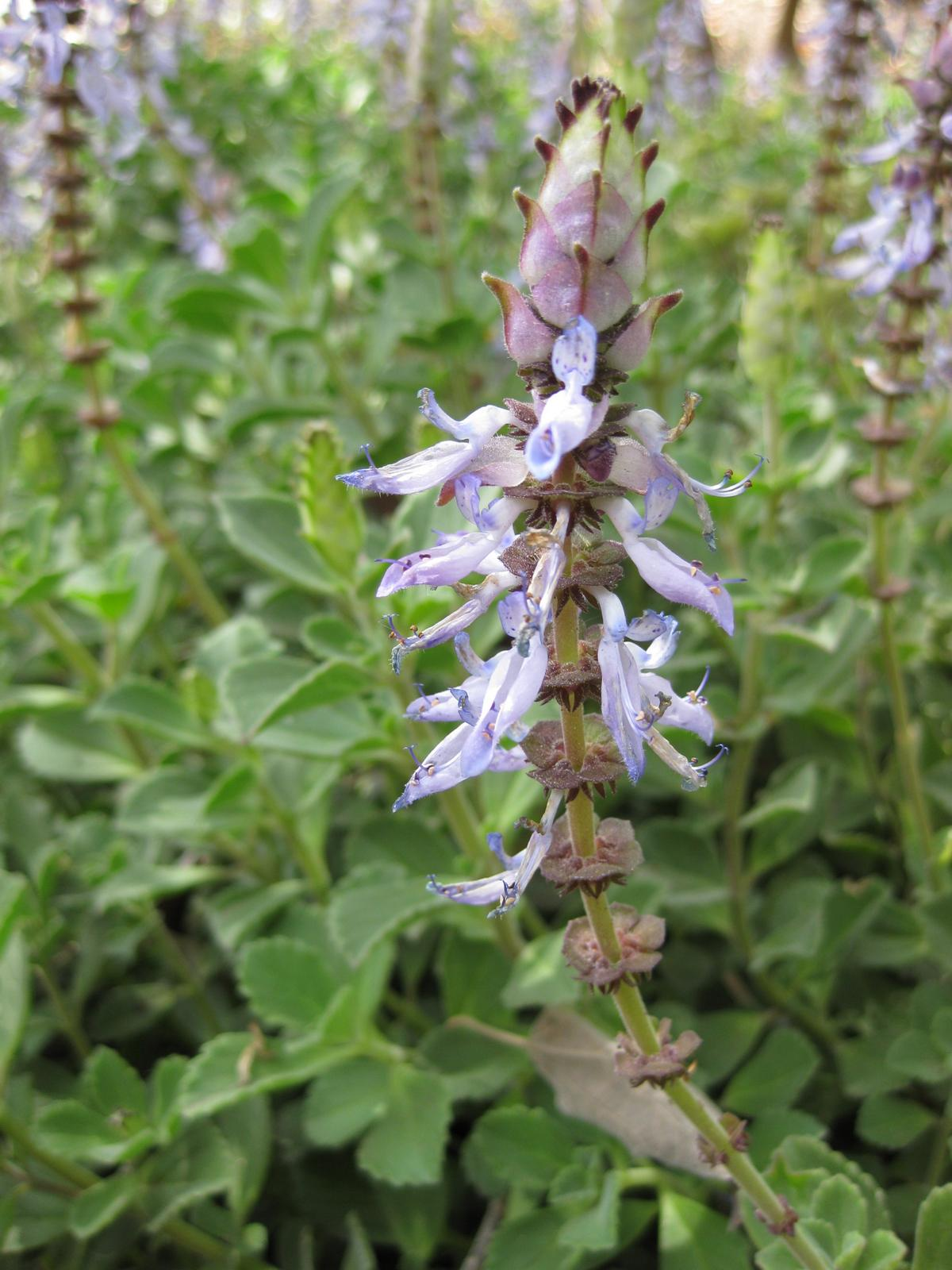
Infiorescenza
Plectranthus barbatus

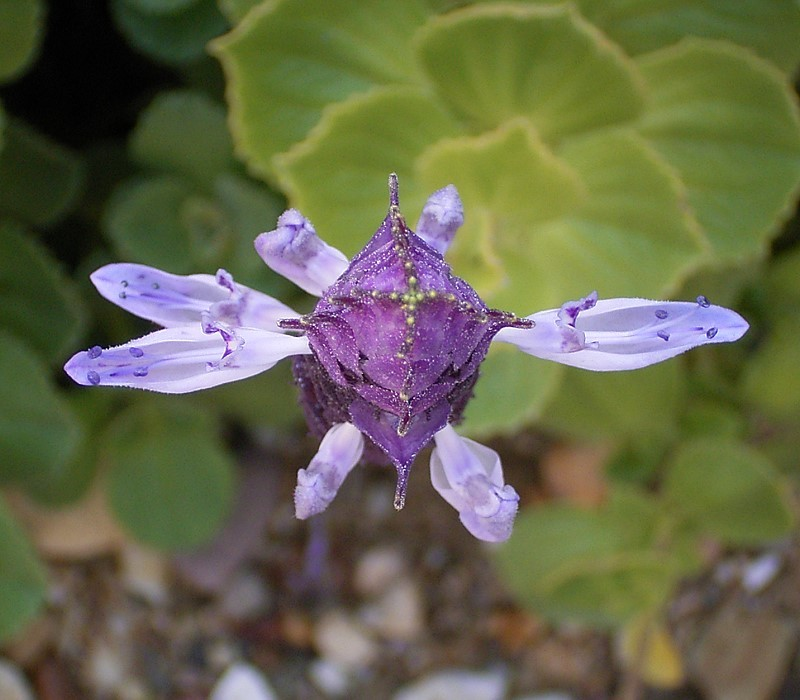
I fiori
Plectranthus arabicus

- Le specie di questa sottotribù hanno un portamento erbaceo con cicli biologici annuali o perenni. Sono presenti anche portamenti arbustivi e succulenti o carnosi. Alcune specie sono aromatiche, altre sono di tipo "geoxyle" (con una ampia struttura legnosa [= fusto] sotterranea). I fusti in genere sono ricoperti da peli semplici o ramificati. In Tetradenia le specie sono dioiche (raramente ermafrodite).[1][6][7][8][9]
- Le foglie lungo il fusto sono disposte in modo opposto e ogni verticillo è alternato rispetto al precedente; sono inoltre prive di stipole. La lamina è semplice (raramente bipennata), picciolata con forme più o meno ovate e bordi seghettati. In alcune specie la lamina è ternata o più raramente sono disposte in ordine sparso.
- Le infiorescenze sono delle cime sessili o peduncolate di tipo tirsoide dense o lasse, portate in vari verticilli ascellari sovrapposti lungo il fusto. Ogni verticillo è composto da alcuni fiori (tipicamente 3, ma fino a 7 in Avesia) poggianti su alcune brattee di tipo fogliaceo persistenti o decidue e alcune volte colorate brillantemente all'apice. In alcune specie sulla parte abassiale delle brattee sono presenti delle strutture ghiandolari. Non sono presenti le bratteole oppure raramente sono presenti delle minute persistenti o decidue bratteole (Capitanopsis). Sono anche presenti infiorescenza di tipo panicolato o di tipo racemo.
- I fiori sono ermafroditi, zigomorfi, tetrameri (4-ciclici), ossia con quattro verticilli (calice – corolla - androceo – gineceo) e pentameri (5-meri: la corolla e il calice sono a 5 parti).

- Formula fiorale. Per la famiglia di queste piante viene indicata la seguente formula fiorale:

X, K (5), [C (2+3), A 2+2] G (2), (supero), drupa, 4 nucule
- Calice: il calice è gamosepalo e zigomorfo, con base brevemente tubulosa, campanulata o imbutiforme a portamento diritto (o da leggermente a molto curvato) e terminante in modo bilabiato con 5 lobi con struttura 1/4 oppure 3/2. In altre specie i lobi sono 2 con struttura 1/1, oppure 3 con struttura 1/2. La forma del labbro posteriore varia da lanceolata a obovata con i lobi laterali da arrotondati a lanceolati o anche dentati. Talvolta i lobi sono distribuiti in modo uguale per cui il calice risulta più o meno attinomorfo. Possono essere presenti delle gibbosità ventrali o una compressione laterale alla base del calice. Alla fruttificazione può assumere un portamento deflesso.

- Corolla: la corolla gamopetala è fortemente zigomorfa a 2 labbra (raramente è attinomorfa come in Tetradenia). Ha la forma di un tubo da cilindrico a forma d'imbuto terminante con 5 lobi con struttura 4/1. Il labbro anteriore ha dei portamenti da concavi a incappucciati, più raramente è piatto. Il labbro posteriore a volte è corto e troncato con 4 lobi; altre volte è eretto e ascendente. La corolla alla base è gibbosa o speronata. Il colore della corolla è porpora, blu, giallo o bianco.

- Androceo: l'androceo possiede quattro stami (raramente sono 2) liberi o fusi alla base (possono essere riuniti in una guaina basale), declinati (in Tetradenia sono patenti), didinami  e sporgenti dalla corolla oppure no. I filamenti sono adnati più o meno vicino alla gola della corolla. Le antere hanno due teche; a volte sono uniloculari per fusione. I granuli pollinici sono del tipo tricolpato o esacolpato. Il disco nettario normalmente è un disco a 4 lobi, alternati alle nucule del frutto e con quelli anteriori più grandi; inoltre è ricco di sostanze zuccherine. In Tetradenia i fiori femminili sono privi di stami.

- Gineceo: l'ovario è supero formato da due carpelli saldati (ovario bicarpellare) ed è 4-loculare per la presenza di falsi setti divisori all'interno dei due carpelli. L'ovario è glabro. La placentazione è assile. Gli ovuli sono 4 (uno per ogni presunto loculo), hanno un tegumento e sono tenuinucellati (con la nocella, stadio primordiale dell'ovulo, ridotta a poche cellule). Lo stilo talvolta è inserito sopra l'ovario con base ingrossata (stilopodio). Lo stigma è formato da due lobi patenti con forme lineari o subulate.

- Il frutto è uno schizocarpo composto da 4 nucule. La forma delle nucule è varia (da ovoide a ellittica a leggermente piatta). La superficie delle nucule è ricoperta da piccole areole e può essere glabra oppure mucillaginosa o no, oppure può presentarsi con deboli venature dorsali.

## Riproduzione
- Impollinazione: l'impollinazione avviene tramite insetti tipo ditteri e imenotteri (impollinazione entomogama).[8][11]
- Riproduzione: la fecondazione avviene fondamentalmente tramite l'impollinazione dei fiori (vedi sopra).
- Dispersione: i semi cadendo a terra (dopo essere stati trasportati per alcuni metri dal vento – disseminazione anemocora) sono successivamente dispersi soprattutto da insetti tipo formiche (disseminazione mirmecoria).[12]  I semi hanno una appendice oleosa (elaisomi, sostanze ricche di grassi, proteine e zuccheri) che attrae le formiche durante i loro spostamenti alla ricerca di cibo.[13]

## Distribuzione e habitat
La distribuzione prevalente per le specie di questo gruppo è relativa al continente africano con habitat caldi e tropicali.

## Tassonomia
La famiglia di appartenenza della sottotribù (Lamiaceae), molto numerosa con circa 250 generi e quasi 7000 specie, ha il principale centro di differenziazione nel bacino del Mediterraneo e sono piante per lo più xerofile (in Brasile sono presenti anche specie arboree). Per la presenza di sostanze aromatiche, molte specie di questa famiglia sono usate in cucina come condimento, in profumeria, liquoreria e farmacia. La famiglia è suddivisa in 7 sottofamiglie; la sottotribù Plectranthinae appartiene alla sottofamiglia Nepetoideae (Dumort.) Leurss. ed è descritta all'interno della tribù Ocimeae Dumort..

### Filogenesi

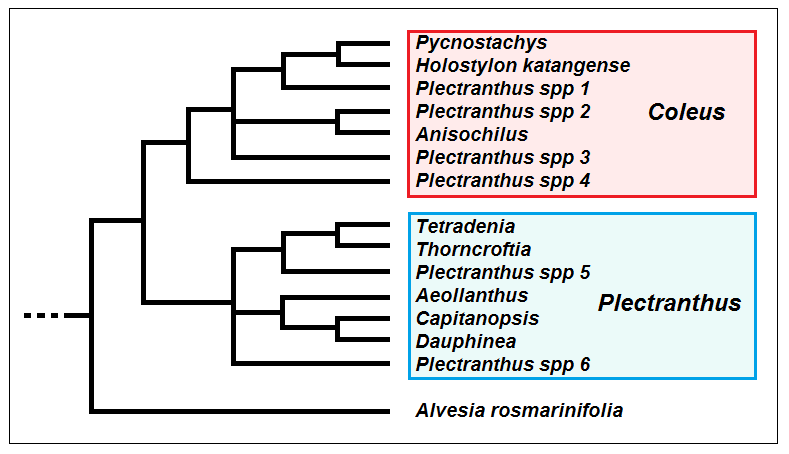
Cladogramma della sottotribù

La sottotribù Plectranthinae è sicuramente monofiletica, invece non sono ancora del tutto risolte le relazioni interne al gruppo. Le ultime ricerche di tipo filogenetico dimostrano chiaramente la parafilia del grande genere Plectranthus. Due cladi emergono da questi studi: il clade Coleus con i generi Pycnostachys, Holostylon, Anisochilus e parte di Plectranthus (le specie di Plectranthus in gran parte appartengono al genere Cloeus Lour., 1790 considerato tradizionalmente un sinonimo di Plectranthus), e il clade Plectranthus s.str. con il resto delle specie del genere Plectranthus insieme ai generi Tetradenia, Thorncroftia, Aeollanthus, Capitanopsis e Dauphinea. Il genere Alvesia risulta essere in posizione "gruppo fratello" rispetto alla sottotribù.
Il cladogramma a lato tratto dallo studio citato e semplificato mostra l'attuale conoscenza della struttura filogenetica della sottotribù Plectranthinae.

### Composizione della sottotribù
La sottotribù come è descritta attualmente è formata da 14 generi e circa 320 - 420 specie:
| Genere                             | Numero specie                                   | Numero Cromosomico      | Distribuzione          | Habitat tipico                           |
| ---------------------------------- | ----------------------------------------------- | ----------------------- | ---------------------- | ---------------------------------------- |
| Aeollanthus Mart. ex Spreng., 1825 | Circa 43                                        | 2n = 34 (36)            | Africa e America       | Aree calde e tropicali                   |
| Alvesia Welw.,1869                 | 3                                               |                         | Africa tropicale       | Boschi aperti o pianure rocciose o umide |
| Anisochilus Wall. ex Benth., 1830  | da 15 a 20                                      | 2n = 28 - 42 e 52       | India e Indocina       | Aree rocciose                            |
| Capitanopsis S. Moore, 1916        | 2 - 3                                           |                         | Madagascar             | Boschi secchi o tra le rocce             |
| Capitanya Schweinf. ex Gurke, 1895 | Una specie: Capitanya otostegioides Gürke       |                         | Africa orientale       |                                          |
| Dauphinea Hedge, 1983              | Una specie: Dauphinea brevilabra Hedge          |                         | Madagascar             | Foreste al livello del mare              |
| Holostylon Robyns & Lebrun, 1929   | Una specie: Holostylon baumii G. Tayl.          |                         | Africa tropicale       | Tropicale                                |
| Leocus A. Chev., 1909              | 5 - 6                                           |                         | Africa tropicale       | Tropicale                                |
| Madlabium Hedge, 1998              | Una specie: Madlabium magenteum Hedge           |                         | Madagascar (endemismo) | Zone ombrose e secche dei boschi         |
| Perrierastrum Guillaumin, 1930     | Una specie: Perrierastrum oreophilum Guillaumin |                         | Madagascar             |                                          |
| Plectranthus L'Her., 1788          | 200 - 300                                       | 2n = 24 - 48, fino a 84 | Africa e Asia          | Aree calde e tropicali                   |
| Pycnostachys Hook., 1826           | Circa 37                                        | 2n = 34 e 68            | Africa e Madagascar    | Tropicale                                |
| Tetradenia Benth., 1830            | Circa 9                                         | 2n = 42                 | Africa e Madagascar    | Aree calde e tropicali                   |
| Thorncroftia N.E. Br., 1912        | 3 - 4                                           | 2n = 28                 | Sudafrica (Transvaal)  | Affioramenti rocciosi                    |

In alcune checklist Capitanya otostegioides è considerato un sinonimo di Plectranthus otostegioides (Gürke) Ryding., mentre Perrierastrum oreophilum è considerato un sinonimo di Plectranthus bipinnatus Paton

## Alcune specie

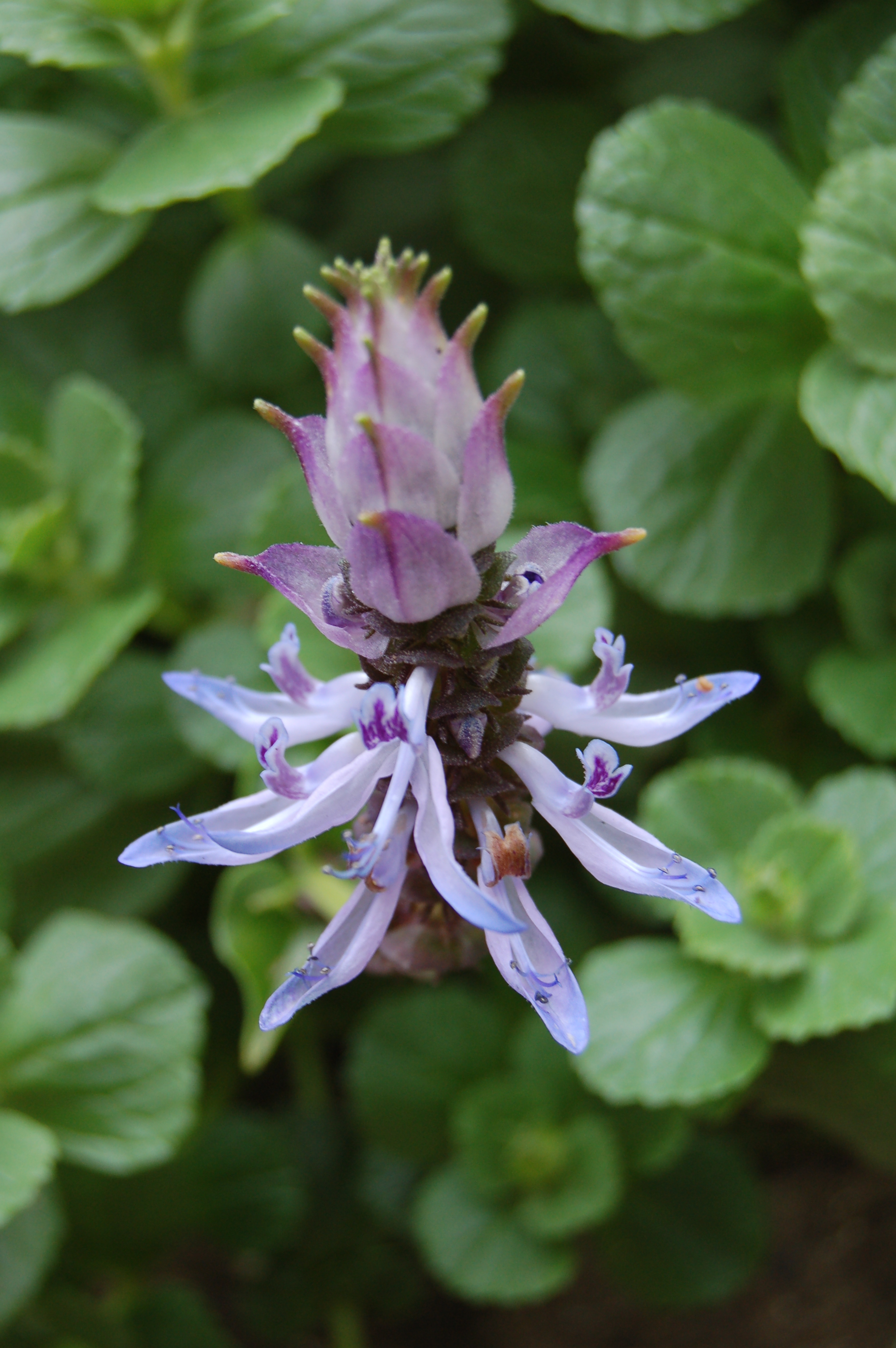
Plectranthus caninus
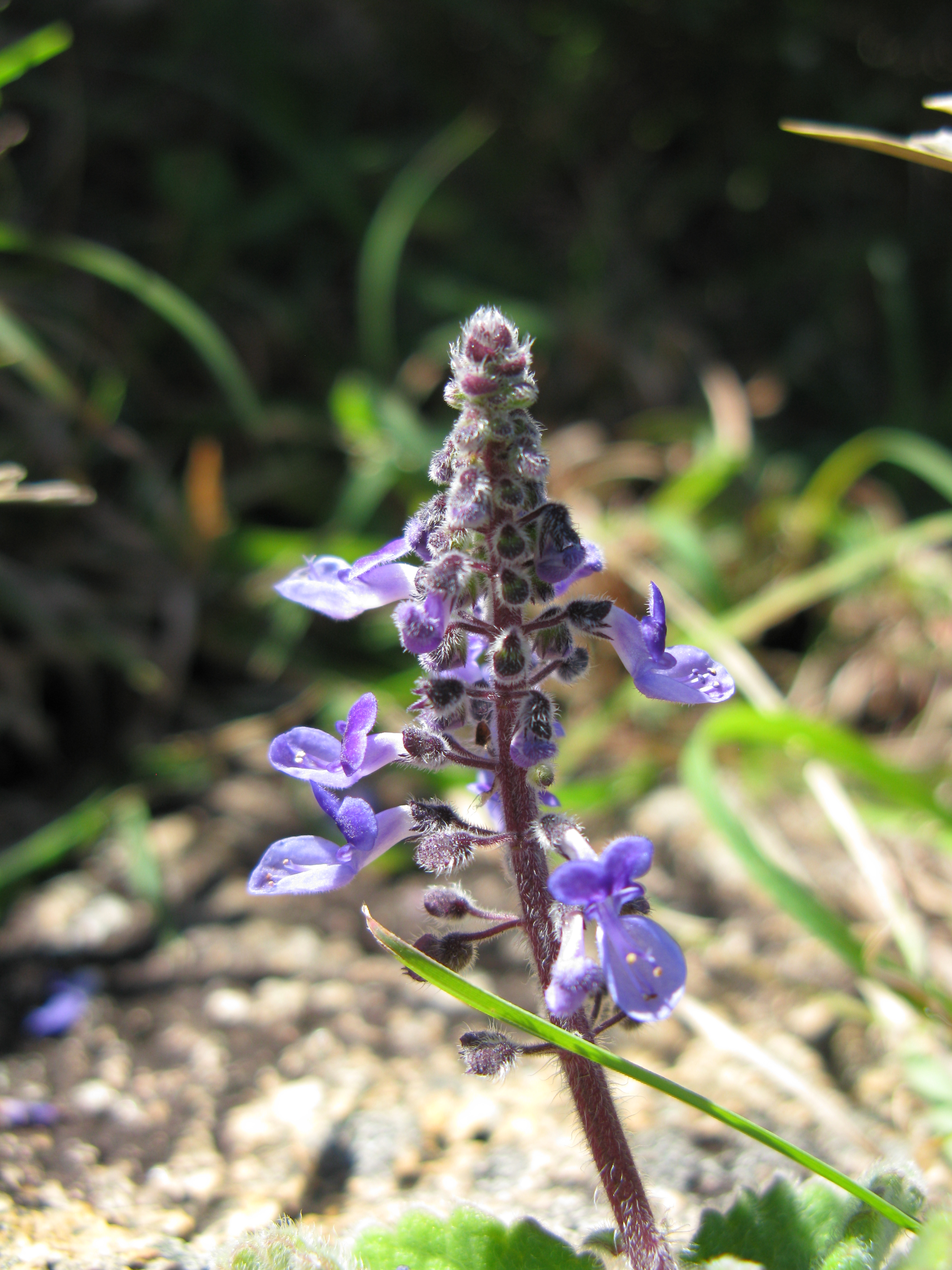
Plectranthus cremnus
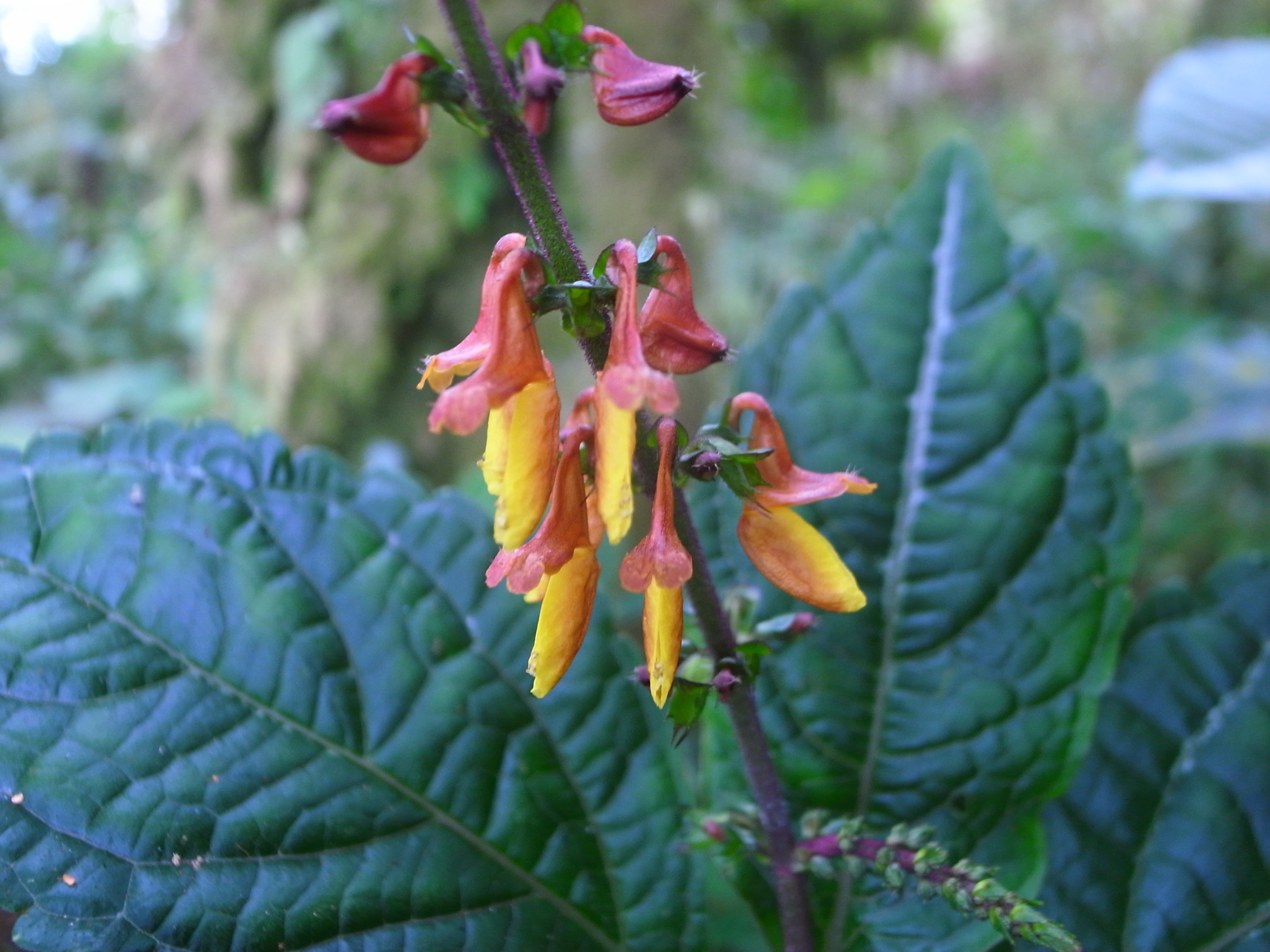
Plectranthus decurrens
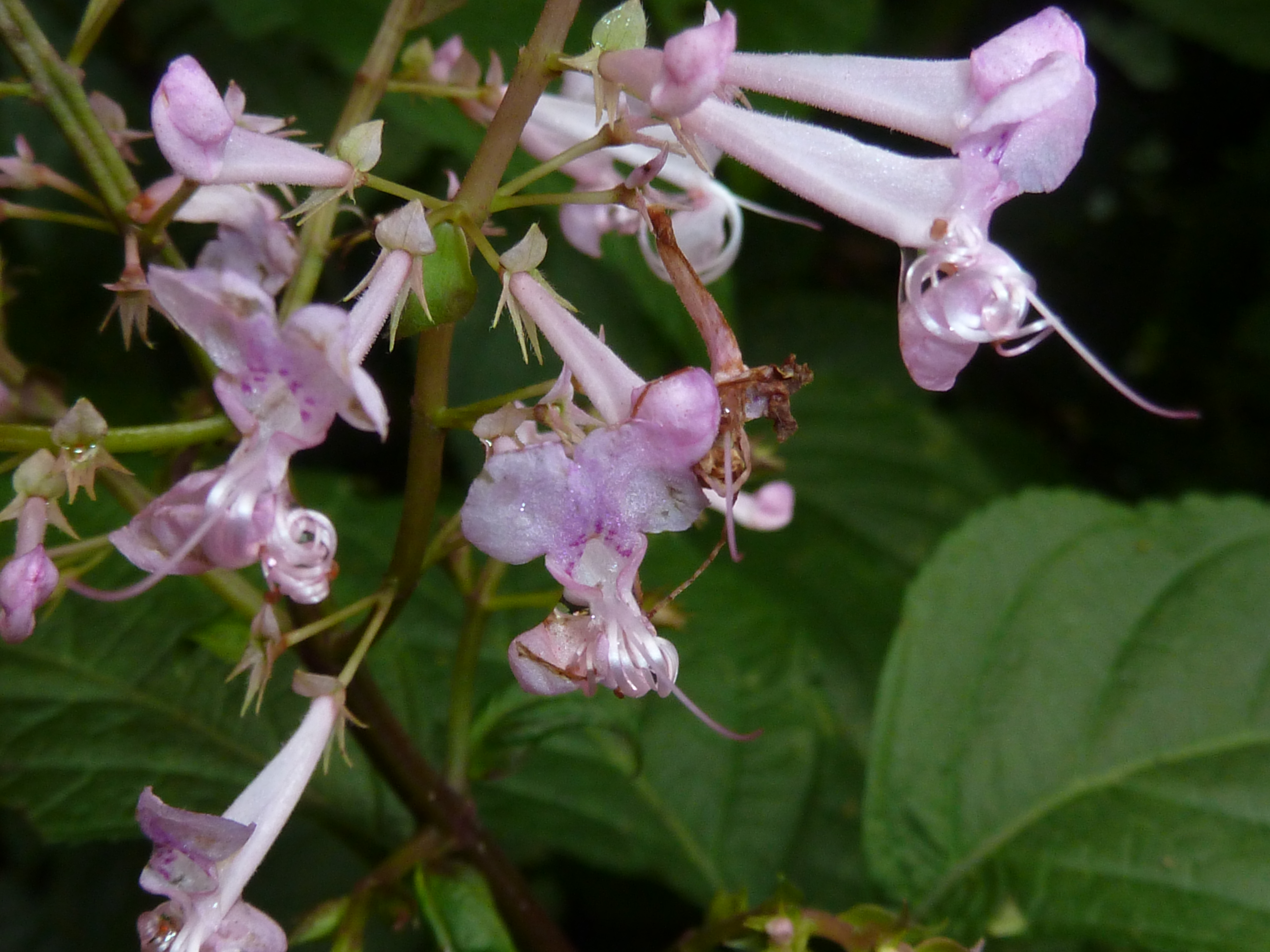
Plectranthus ecklonii
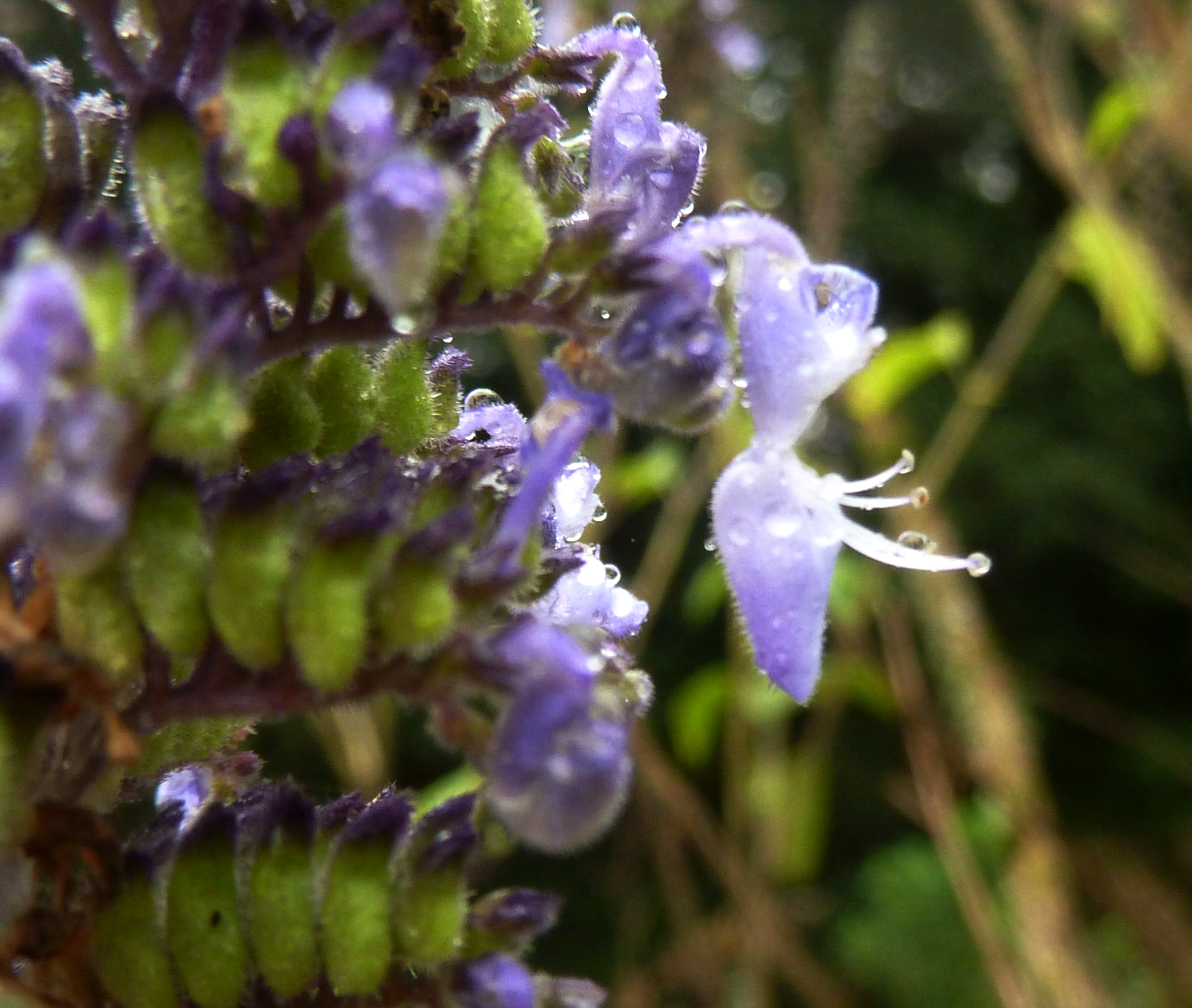
Plectranthus hereroensis
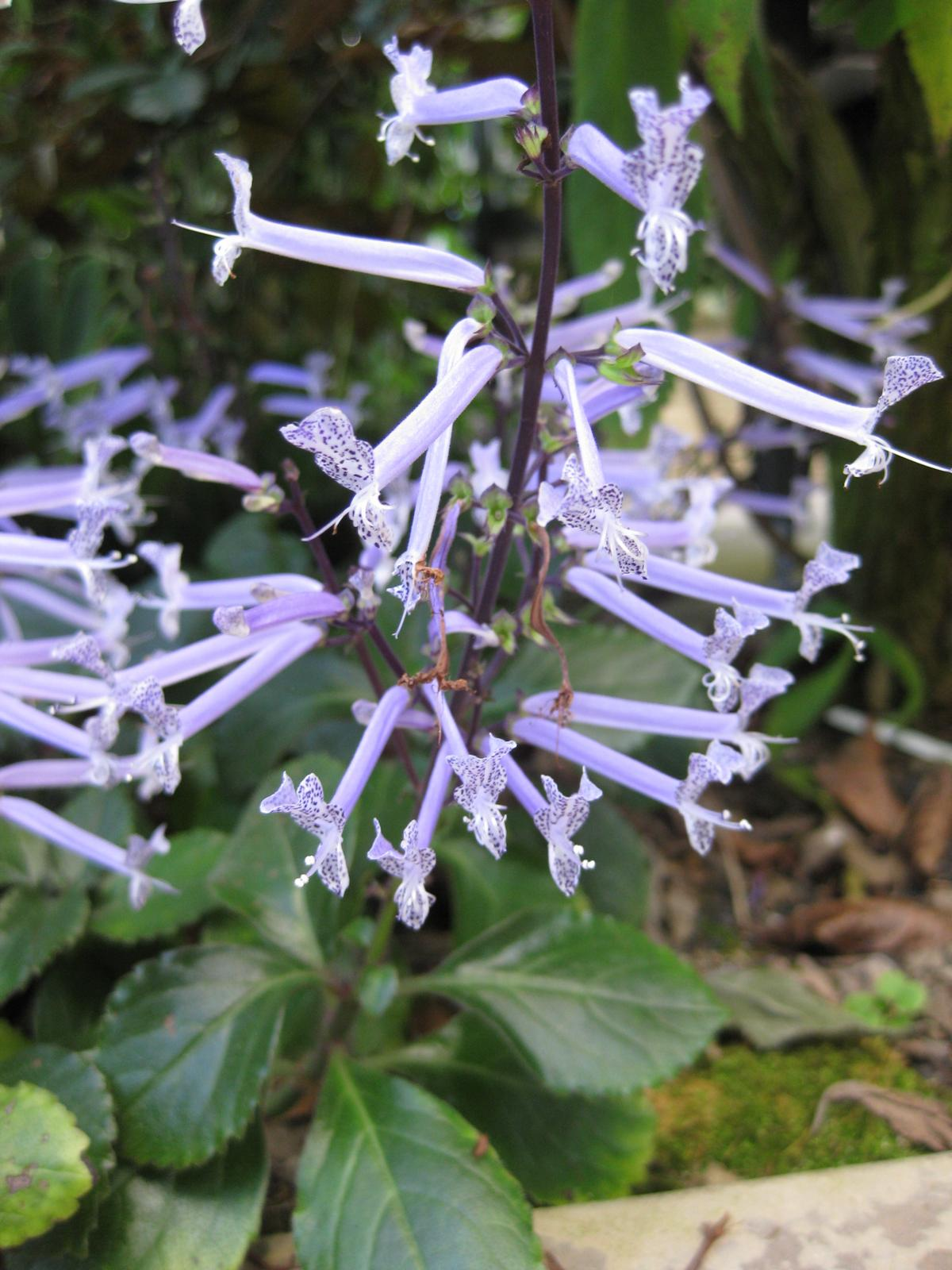
Plectranthus hilliardiae
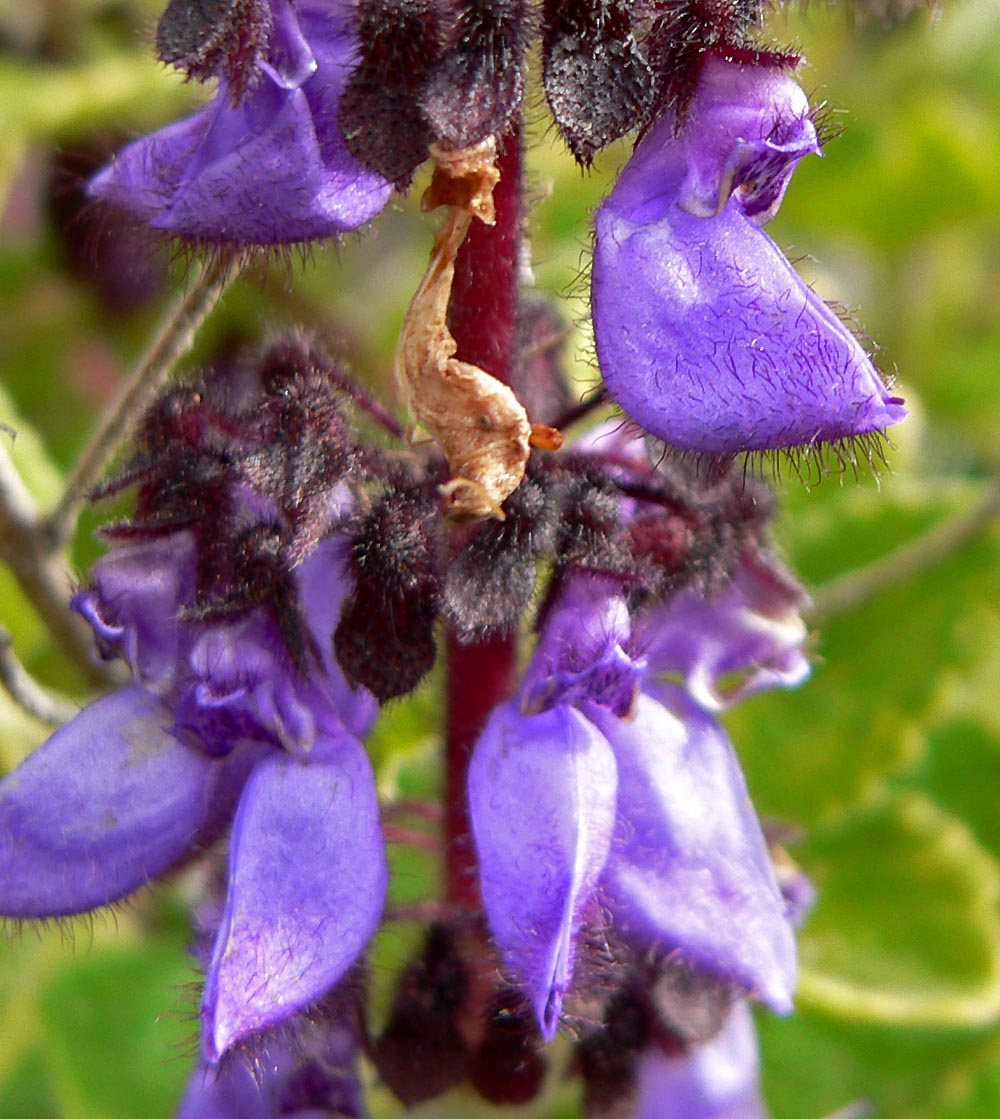
Plectranthus lanuginosus
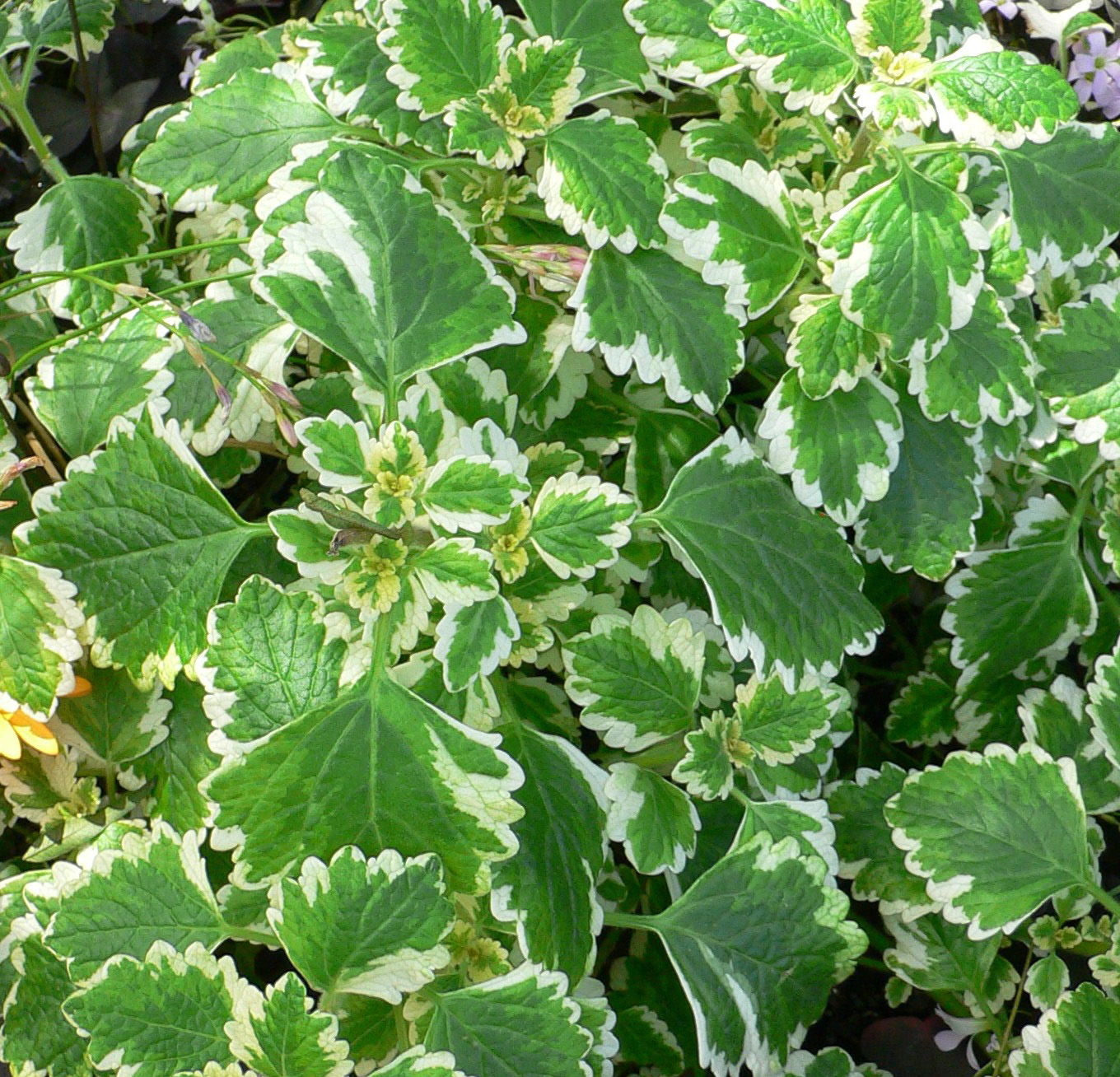
Plectranthus madagascariensis
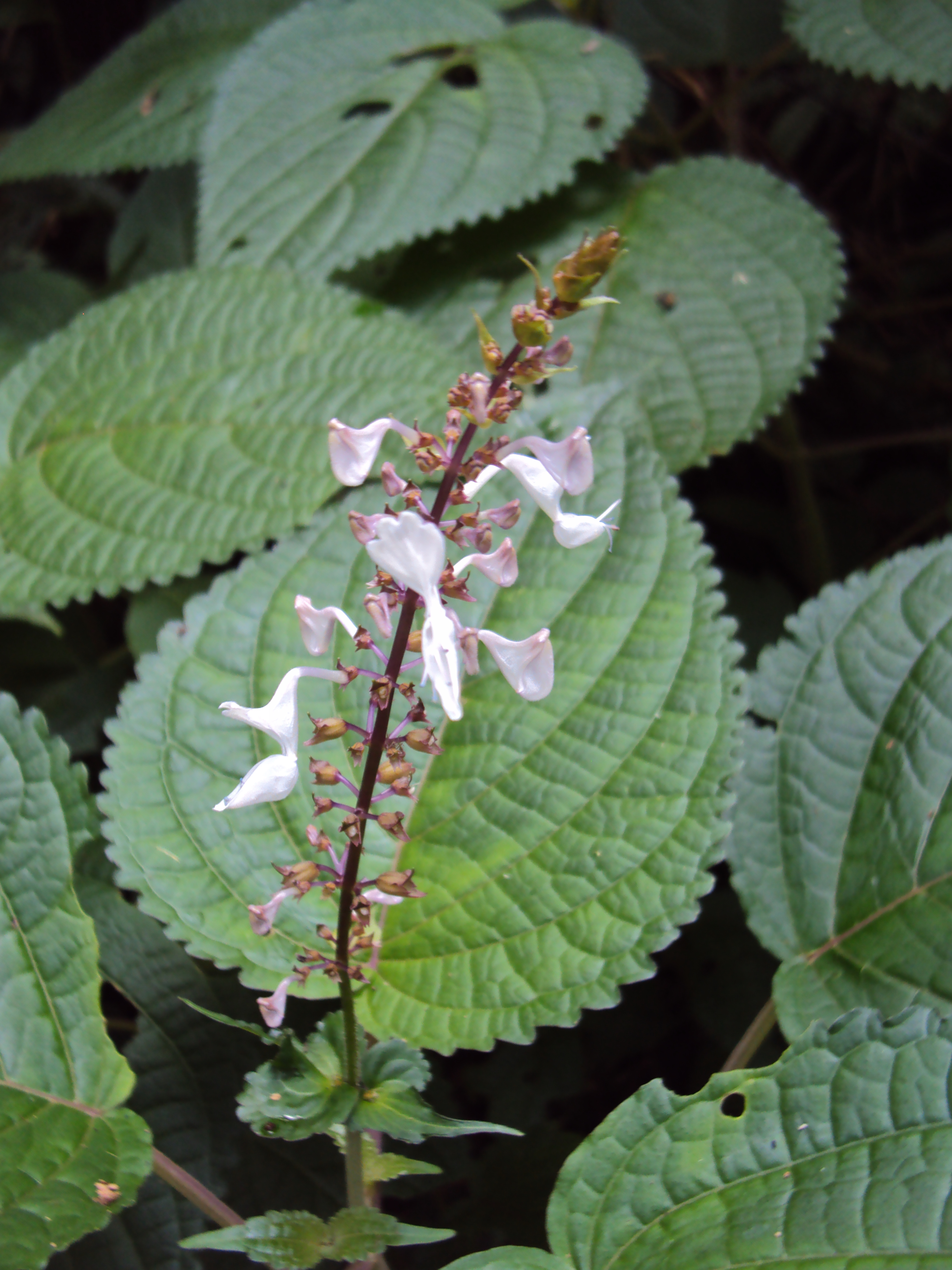
Plectranthus malabaricus
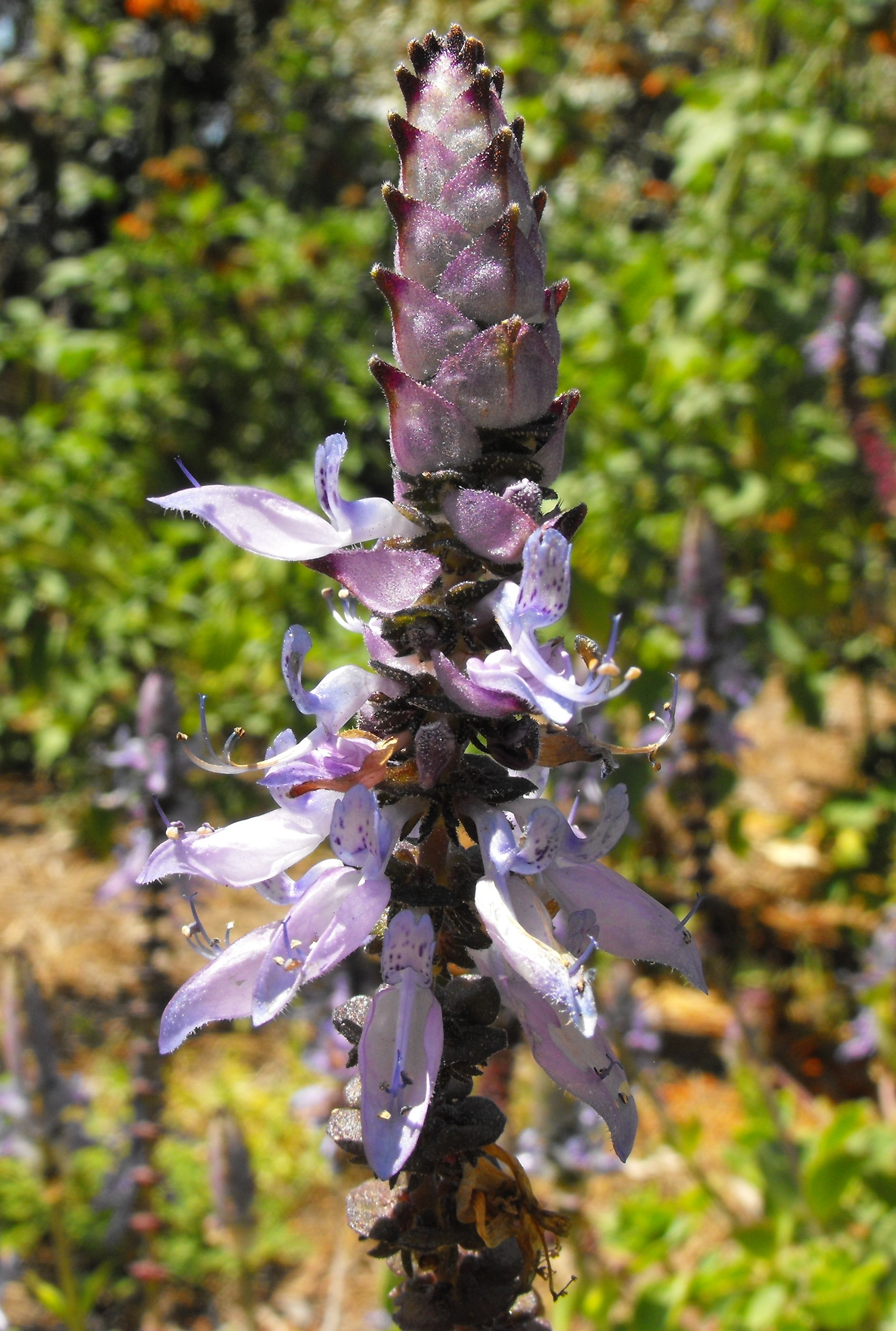
Plectranthus neochilus
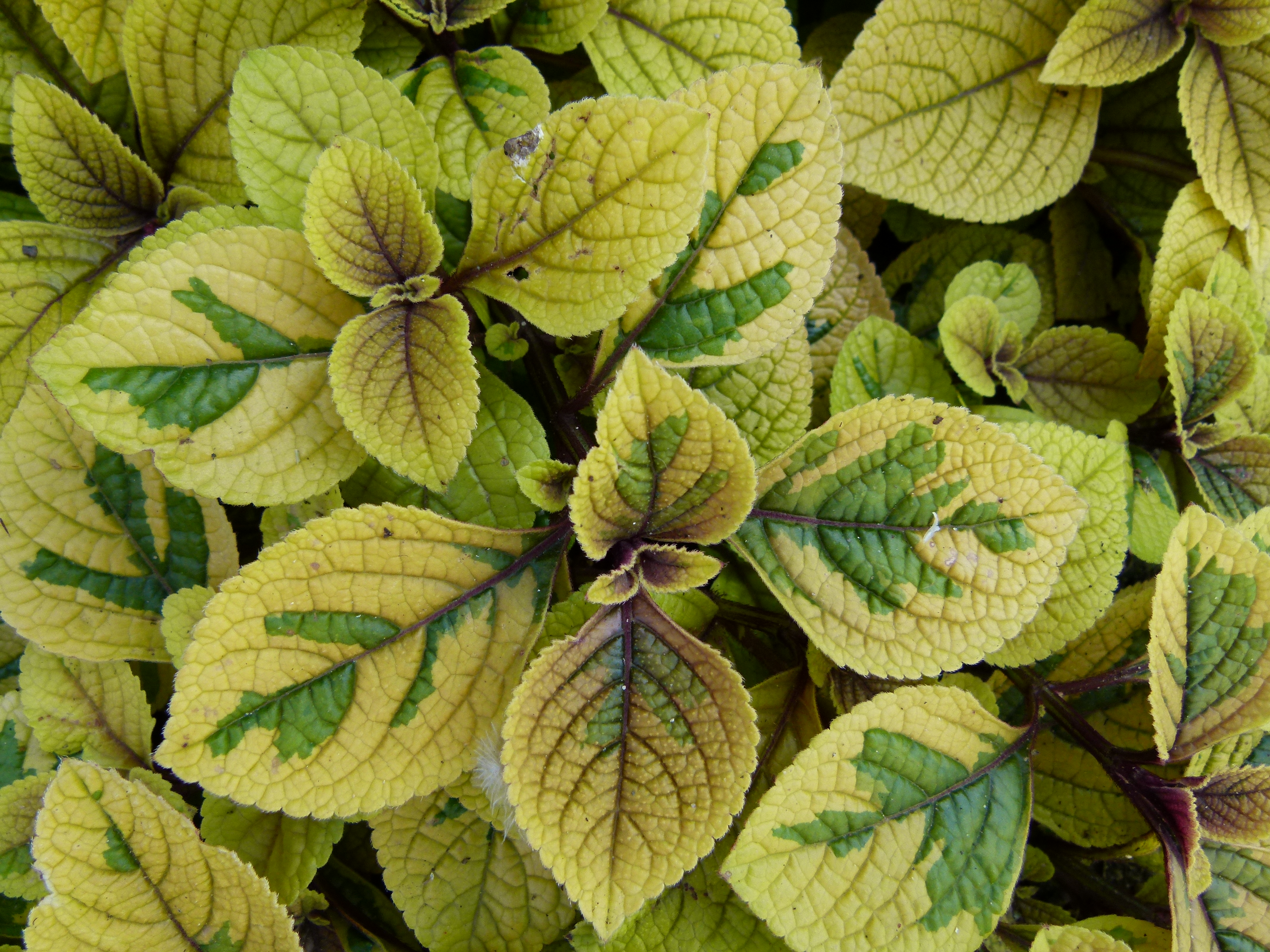
Plectranthus oertendahlii
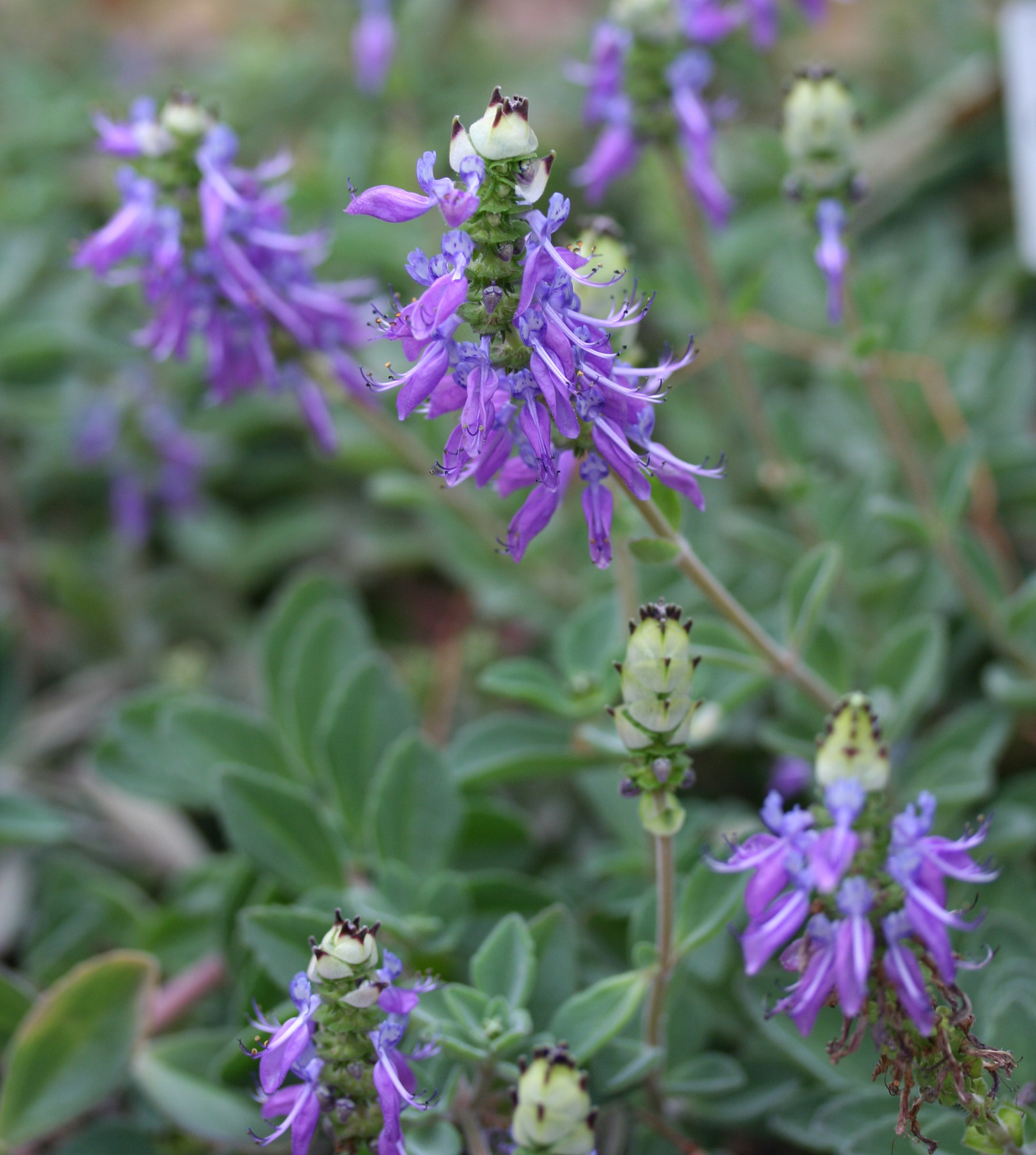
Plectranthus ornatus
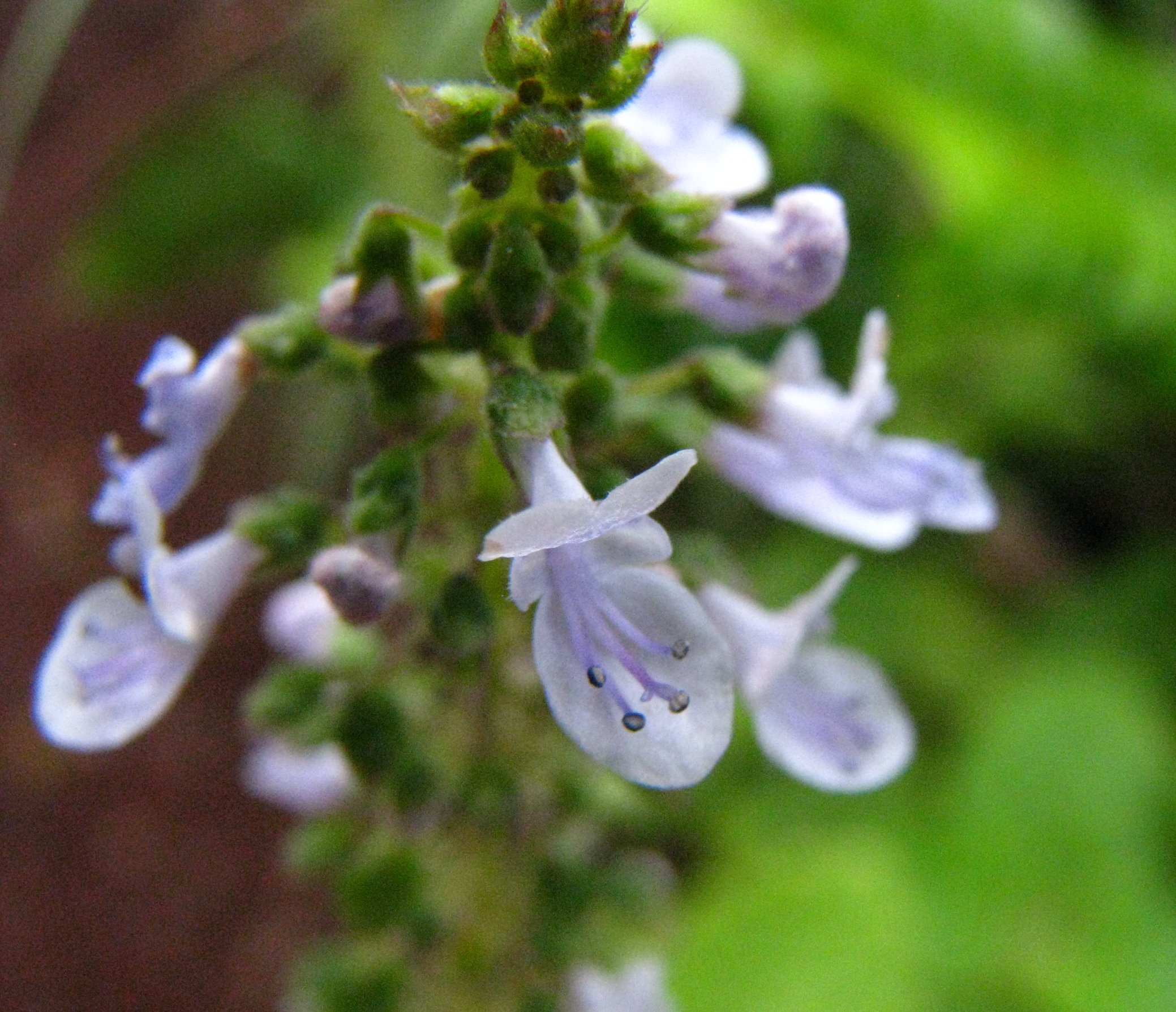
Plectranthus parviflorus
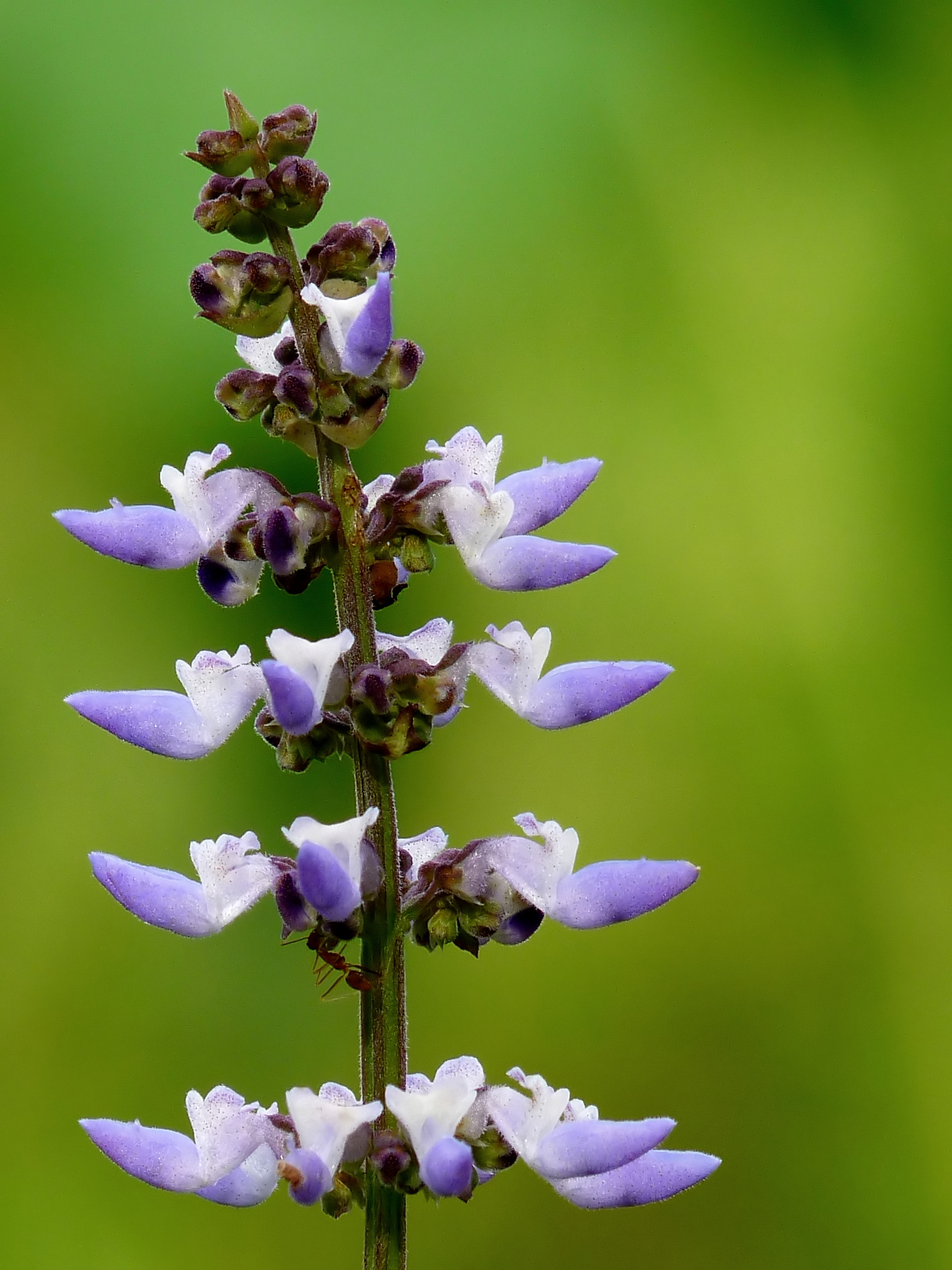
Plectranthus rotundifolius
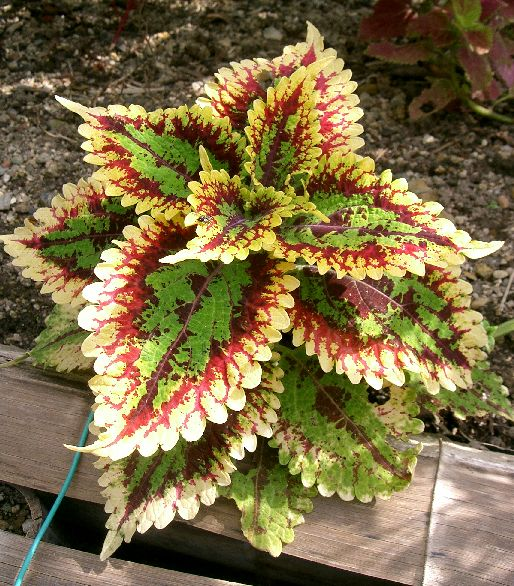
Plectranthus scutellarioides
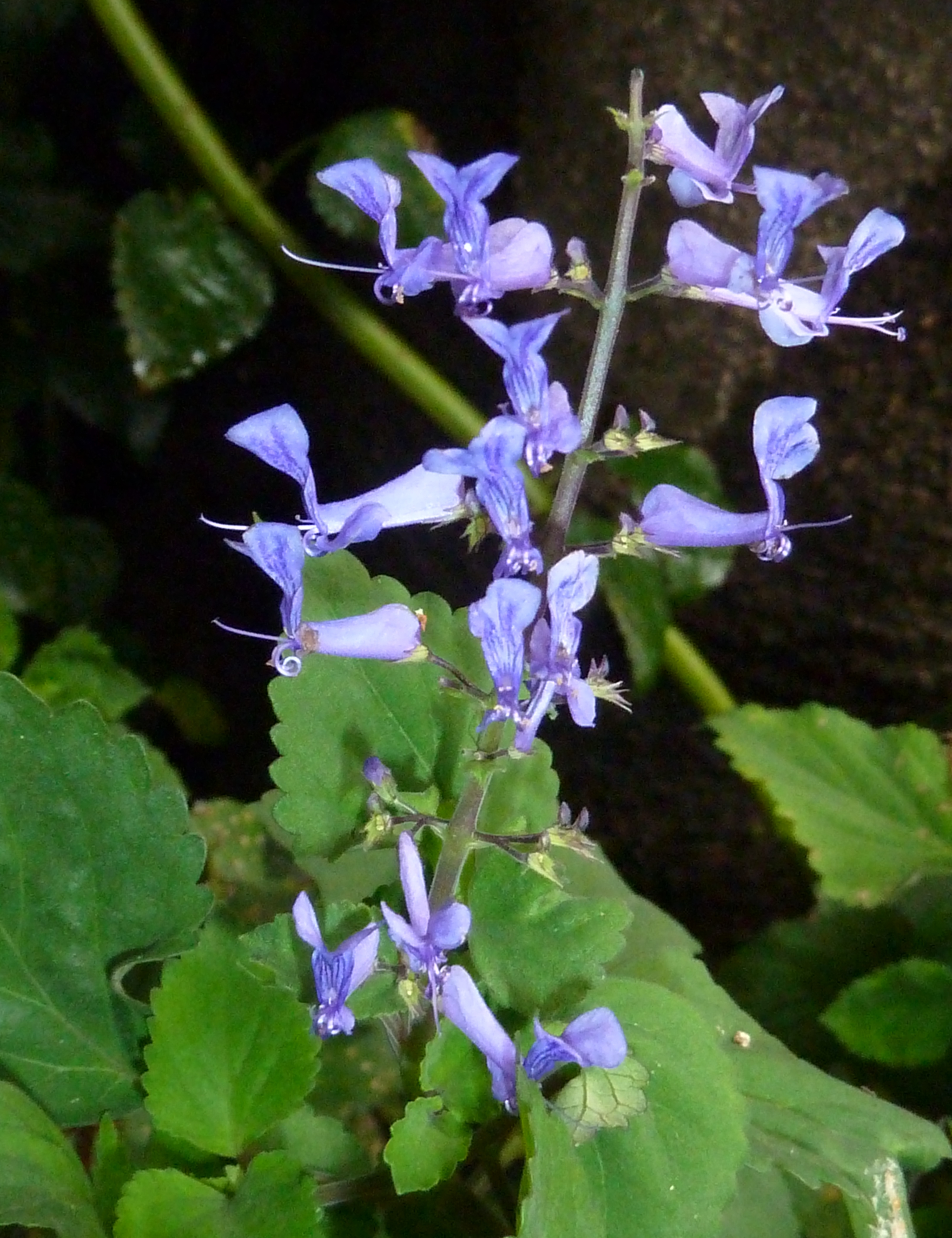
Plectranthus zuluensis